# Muscle sphincter externe de l'urètre masculin
Le muscle sphincter externe de l'urètre masculin est un muscle du triangle uro-génital situé dans l'espace profond du périnée.

## Description
Le muscle sphincter externe de l'urètre masculin est un muscle sphincter qui forme un anneau complet sur toute la longueur de l'urètre membraneux.
Au niveau de l'urètre prostatique il se divise en deux demi-anneaux, un antérieur et un postérieur. Ces demi-anneaux se fixent sur la prostate.

## Fonction
Conjointement avec le muscle sphincter interne de l'urètre, il contribue à la rétention urinaire pour sa composante volontaire.
La miction urinaire commence par un relâchement volontaire du muscle sphincter externe facilité par l'inhibition des neurones du noyau d'Onuf via des signaux en provenance du centre mictionnel pontique via les voies réticulo-spinales descendantes.
Chez l'homme, lors de l'éjaculation le sphincter externe s'ouvre et le sphincter interne se ferme.